# Ancamna
A la religió galo-romana, Ancamna era una deessa adorada particularment a la vall del riu Mosel·la. Va ser commemorada a Trèveris i Ripsdorf com a consort de Lenus Mars, i a Möhn com a consort de Mars Smertulitanus.
A Trèveris, es van crear altars en honor de Lenus Mars, Ancamna i els genii de diversos pagi del Trèvers, donant la impressió de Lenus Mars i Ancamna com a protectors tribals honrats en un culte oficialment organitzat. Entre les poques estatuetes deixades com a ofrenes votives deixades al santuari de Mars Smertulitanus i Ancamna a Möhn és un genius cucullatus com el que es va oferir als Xulsigiae al complex del temple de Lenus Mars a Trèveris.
Inciona també és aparentment invocat juntament amb Lenus Mars Veraudunus en un exvot de bronze de Luxemburg; no és clara quina connexió, si s'escau, existeix entre Inciona i Ancamna. Jufer i Luginbühl uneix Ancamna amb altres dos consorts del Mart gal, Litavis i Nemetona, i assenyalen que cap d'aquests semblen deus guerrers; al contrari, suggereixen que Ancamna podria haver estat associada amb una font. Edith Wightman considera que la parella Mars Loucetius i Nemetona és «molt semblant, però no idèntica, a Lenus i Ancamna».